# 樺太1945年夏 氷雪の門
『樺太1945年夏 氷雪の門』（からふとせんきゅうひゃくよんじゅうごねんなつ ひょうせつのもん）は、1974年公開の日本映画。JMP製作、東映洋画配給。
1945年（昭和20年）8月15日の玉音放送後も継続された、ソ連軍の樺太侵攻がもたらした、真岡郵便電信局の女性電話交換手9人の最期（真岡郵便電信局事件）を描いているが、生存者への配慮から意図的に事実と変えている部分もある（後述）。

## あらすじ
戦後の日本人にとって馴染みが薄くなった、かつての日本領「樺太」（現サハリン）。稚内公園の氷雪の門（慰霊碑）からは、樺太島を望むことができ、その傍らには、9人の乙女を記念した碑も建てられている。
時は太平洋戦争末期の1945年（昭和20年）8月8日、樺太の真岡。関根律子や坂本綾子ら、電話交換手の女性職員たちは真岡郵便電信局で勤務に勤しみつつ、アメリカ潜水艦の目撃情報や広島の甚大な被害の噂を耳にする等、不穏な気配を感じていた。樺太の日本人住民たちは日ソ中立条約によってソビエト連邦軍からの攻撃は無いと期待し、中には空襲の激しい本土から疎開してきた者もいた。
律子には、向地視察隊日の丸監視哨で任務に就く婚約者久光忠夫が、正子には機関士の恋人中西清治がおり、戦時下生活の中で青春を過ごしていた。また、夏子の妹：秋子は恵須取町大平で看護婦として勤務し、信枝の姉：房枝一家も同町に在住する等、電話交換手たちの家族は樺太各地に居住していた。その夜、リーダー格の律子や綾子が中心となり、貴重品の砂糖や米を持ち寄ったお汁粉をメインに、乙女たちは束の間の茶話会を開き、レコード（灰田勝彦の『新雪』）をかけ、またアコーディオンの演奏と共に合唱して楽しいひと時を過ごす。
8月9日、豊原市の第88師団本部では、ソ連に北方から侵攻された場合の防衛計画を再確認する。1個師団のみで九州と同程度の面積の南樺太を防衛するのは、極めて困難であることが予想された。その日、日ソ国境では突如としてソ連兵の攻撃を受ける（ソ連対日宣戦布告）。
第88師団本部に下令された「積極的に攻撃するも、越境すべからず」の命に、鈴本参謀長は驚愕するが、やがて大局的な動きを察する。交換室も慌ただしくなり、電話交換手たちは逓信省や樺太庁からの公式情報を各所に伝達したり、業務を通じて樺太各地の状況を知るようになる。忠夫は絶望的な状況の中で、律子を想い、死を覚悟する。
8月11日、師団本部には次々と玉砕の報告が入る。8月12日、恵須取や西柵丹村安別が激しい攻撃を受け、房枝は子供3人を連れて、徒歩で必死に恵須取から南へ避難を開始する。避難行の中、スパイだと互いを疑い、荷物や幼子が路上に放置され、またソ連の機銃掃射を受ける。清治は機関車をピストン輸送させながら住民の退避に全力を尽くす。
8月15日正午、玉音放送によって終戦の詔が告げられる。日本人は皆敗戦に驚き、戸惑う。その日、国境のソ連軍は静かであった。日本側は15歳以上の男子以外の婦女子、老人、病人を退避させようとする。植中郵便局長は、電話交換手たちに婦女子の退避が命じられたことと、残留する男子中学生たちを交換手に養成することになったと告げる。しかし、律子は自らの業務への使命感と誇りから、残留を申し出る。それに続いて、複数の女性交換手が賛同する。植中は、ソ連兵による辱めから女性交換手を守らねばならないこと、それぞれの家庭の事情があると説明し、上層部への上申を約束して、その場を解散させる。
律子や夏子のように率先して残る者だけでなく、靖子のようにソ連兵の暴虐を怖れる家族から残留に反対される者など様々であった。先に退避する知子は、退避の間際、涙ながらに交換所に電話し、残留者と互いに再会を約束する。律子は自分たちも23日までに疎開すると話す。
終戦の報が広まる中、突如、恵須取が爆撃を受け、軍人・民間人すべてに衝撃が走る。大平地区の炭鉱病院では、ソ連の襲撃の中で医師や看護婦らが治療を継続していた。第5方面軍からは第88師団に「自衛戦闘」継続の命が下る。8月17日、看護婦たちは重病人を、何とかトラックに載せて退避させる。ところが、看護婦たちは自らの退路を失ったところで、ソ連兵の暴虐を恐れて集団自決を図り、秋子も犠牲になった。
8月19日、武装解除の一環である軍旗奉焼式が行われる。しかしソ連の攻撃は止まず、引揚船も次々に撃沈される。また上敷香においで鈴木参謀長らがソ連と停戦交渉を行うが、ソ連側に一蹴される。
8月20日早朝、ソ連軍は真岡町への激烈な艦砲射撃や空襲と共に上陸を開始した。歩兵第25連隊の将兵たちは、国際法に基づいて白旗を掲げてソ連兵と交渉しようとするが、その場で銃殺される。交換手の家族たちも、ある者はソ連兵に殺害され、ある者はかろうじて逃げ延びた。
夜を徹して業務にあたっていた律子は、激しい襲撃の中、年若い交換手たちに避難を勧める。みな一度は指示に従うが、律子がひとり持ち場を守る姿を垣間見て、交換室に戻ってきてしまう。9人の乙女たちは必死で交換業務を遂行するが、窓からはソ連兵が迫って来るのが見え、また植中局長も出勤できない。各地が襲撃を受け、かろうじて通信が繋がるのが泊居郵便局のみとなる。渡部郵便局長は白旗での降伏を勧めるが、「みなさん、これが最後です。さようなら、さようなら」が通信最後の言葉であった。
交換手たちは、以前綾子から分けてもらった青酸カリを手にする。死の間際、律子は最後まで守った誇りと共に「でも死にたくない」とつぶやき、平和な楽しい日々を回想する。ほどなく9人全員が死亡し、亡骸の傍らには美沙子が別れを惜しんで連れてきた白い兎たちが寄り添っていた。死に際して、両足を紐で固く結んでいる者もいた。
エピローグで9人の乙女たちは「公務による殉職」が認められ、1970年代になって勲八等宝冠章が授与されたことが紹介され、生き延びていた忠夫や綾子が慰霊碑を参拝する。犠牲者たちの真の願いを問いかけて、映画は終わる。

## 主なスタッフ
- 監督：村山三男
- 総指揮：三池信ほか
- 製作：望月利雄、守田康司
- 企画：望月利雄、高木豊
- 原作：金子俊男
- 脚本：国弘威雄
- 撮影：西山東男
- 照明：野村隆三
- 美術：木村威夫
- 録音：安田哲男
- 編集：エディー編集室
- 効果：東洋音響
- 助監督：程原武司、新城卓
- 記録：新沼恵子

- 色彩計測：田島忠男
- スチール：小林晃
- 小道具：松本義治
- 宣伝：神田直彦、高石能明
- 製作主任：大橋和男
- 製作担当：船津英恒
- 監督補：山野辺勝太郎
- 音楽構成：大森盛太郎
- 作曲：横山菁児
- 演奏：東京フィルハーモニー交響楽団
- 合唱：二期会合唱団
- 音楽製作：セイ・ミュージックプロモーション
- ナレーター：臼井正明
- 特撮監督：成田亨

## キャスト
真岡郵便電信局
- 関根律子（電話交換手、班長） - 二木てるみ
- 坂本綾子（電話交換手） - 藤田弓子
- 斎藤夏子（電話交換手） - 岡田可愛
- 藤倉信枝（電話交換手） - 鳥居恵子
- 石田ゆみ（電話交換手） - 野村けい子
- 鳥貝啓子（電話交換手） - 今出川西紀
- 堀江正子（電話交換手） - 八木孝子
- 神崎孝子（電話交換手） - 相原ふさ子
- 青木澄子（電話交換手） - 桐生かほる
- 仲村弥生（電話交換手） - 木内みどり
- 香取知子（電話交換手） - 岡本茉利
- 手塚美沙子（電話交換手） - 大石はるみ
- 植中賢次（真岡郵便局長） - 千秋実
- 三好とく - 真木沙織
- 北野早苗 - 藤園貴巳子

大日本帝国陸軍
- 久光忠夫（律子の婚約者、向地視察隊日の丸監視哨隊長） - 若林豪
- 仁木師団長（第88師団長、陸軍中将）[注釈 5] - 島田正吾
- 鈴本参謀長（第88師団参謀長）[注釈 6] - 丹波哲郎
- 吉崎大尉（第88師団本部の将校） - 三上真一郎
- 清水連隊長（歩兵第25連隊長）[注釈 7]  - 藤岡重慶
- 村口中尉（歩兵第25連隊第1大隊副官） - 黒沢年男
- 田尻中佐（第5方面軍参謀） - 岸田森

樺太の住民、電話交換手たちの家族等
- 関根辰造（律子の父） - 今福正雄
- 関根しず（律子の母）- 赤木春恵
- 森本きん（律子の親戚） - 七尾伶子
- 藤倉亮介（信枝の父） - 伊沢一郎
- 安川徳雄（信枝の姉の夫）- 田村高廣
- 安川房枝（信枝の姉） - 南田洋子
- 鳥貝オサム（啓子の弟） - 水野哲
- 中西清治（正子の恋人、樺太鉄道局機関士） - 浜田光夫
- 斉藤秋子（夏子の妹、大平炭鉱病院の看護婦） - 岡田由紀子
- 菅原良子（美保子の母） - 柳川慶子
- 菅原美保子（北部からの避難民、女学生） - 栗田ひろみ
- 小松慶市 - 見明凡太朗
- 神崎雄一（孝子の父） - 織本順吉
- 仲村悦子（弥生の母） - 鳳八千代
- 柳田 - 久野四郎
- 高木 - 城山順子
- 渡部（泊居郵便局長） - 久米明
- 林田千恵 - 北原早苗
- 岡谷俊一（王子製紙[注釈 8]社員） - 佐原健二

他。

## 製作

### 企画
原作は金子俊男の『樺太一九四五年夏・樺太終戦記録』。氷雪の門とは北海道稚内市の稚内公園内にある樺太で亡くなった日本人のための慰霊碑。同公園内にある九人の乙女の像は9人の電話交換手の慰霊碑である。
新東宝の元プロデューサー・望月利雄が、真岡郵便電信局事件の映画化を立案。望月は新東宝倒産後、独立プロを渡り歩き、望月が関係した独立プロは1本作って必ず潰れるため、業界では疫病神として有名だった。企画から製作まで9年かけた。

### 脚本
望月はまず八木保太郎に脚本執筆を依頼したが、八木稿は反戦色の強い脚本となり、望月の製作意図にそぐわないものだった。次いで松山善三に依頼したが、松山稿は今日的視点から28年前の悲劇を見つめ直したもので、これも望月のイメージとは重ならなかった。そこで望月は国弘威雄に依頼、折しも発刊された金子俊男の『樺太一九四五年夏・樺太終戦記録』を原作にして国弘稿が脱稿された。国弘は「原作はストーリーがある訳ではなく、何月何日何処でこういう戦闘と状況があったという樺太の終戦記録を地方別に詳細に書いてあるもので、『北海タイムス』の記者だった金子俊男さんが各地へ行っていろんな事実、エピソード、その時の軍隊、庶民の動きを細かく拾って書かれたものです」などと述べている。満洲からの引き揚げ者でもある国弘はソ連を攻撃する意図は全くなく、樺太の終戦記録をもとに真岡の電話交換手の話と、戦争の悲劇を描こうとした。

### 脚本と史実との相違点
国弘の当初の構想では、真岡郵便電信局事件での生存者たち、すなわち「服毒後、意識を取り戻され現在（1973年）も生存される方」「たまたま引き揚げる家族を見送るために、砲撃直前、局を出られたと思われる方」「緊急連絡のために局を出られた方」たちを主人公とすることを念願していたが、取材に応じてくれた非番の交換手から、「生きのびた服毒者」の深い悔恨を知らされて断念するに至り、「12人編成が正しいと思われる」交換手の編成をあえて9人として生存者については触れないことにした。そのため「この脚本の中に、事実関係の設定上で、全く事実と違うところがある」と国弘は断り書きをしている。すなわち、完成した映画『氷雪の門』でも、9人編成の全員が一斉に服毒死を遂げたとしている部分は史実とは違うフィクションである。国弘脚本はシナリオ1973年8月号に掲載されている。

### 製作費の調達
一方、製作資金集めに奔走した望月プロデューサーは、映画の内容が郵政省に関りがあるからと、知人の斡旋で興行会社社長を紹介してもらい、同社長が戦前勤めていた会社の先輩であった三池信衆議院議員（元郵政大臣）を担ぎ出した。望月は金を出す相手を納得させる企画を探してくるのが上手かった。1972年（昭和47年）5月に三池代表取締役会長、望月専務取締役、守田康司常務取締役などの顔ぶれで、株式会社ジャパン・ムービー・ピクチュアー (JMP) が設立され、1973年（昭和48年）5月末に『氷雪の門』は撮影を開始した。
製作費2億5千万円、製作実行予算5億数千万超。製作費のうち1億8千万円は、建設企業30社で構成する東京建設協会（代表幹事：大成建設）をはじめとする協力企業に、単価500円の製作協力券（公開時点で前売り券に換わる）を買ってもらうことで賄う計画を立てていた。100万枚を売り捌けば5億円、うち5割（約2億5千万円）は上映館側の取り分で、3割5分（約1億8千万円）が製作費に充当される勘定である。公開予定の直前までに70万枚の製作協力券を発売した。五団体からの推薦も得られたことから、JMPは劇場公開が不能なら全国市町村の公会堂などでの自主上映も視野に入れていた。どこかしらで上映しないと70万枚売れていた前売り券分の金が入ってこないことになる。

### 撮影
1973年5月クランクイン。撮影場所も終戦時の樺太に似た地形を求めて、北海道稚内市を中心に、札幌市の他、北海道全域をはじめ、静岡県御殿場市、神奈川県丹沢山、大山でロケ。また福島県常盤炭鉱地にオープンセットを組み立ててロケを行った。郵便局や各屋内シーンは、大映東京撮影所のセットで撮影。同年7月末クランクアップ。主演格の二木てるみは、1973年3月26日に同業者の岩崎信忠と結婚したが、出演オファーはその前で、新婚早々にロケに参加した。公開直後の『週刊読売』のインタビューで二木は「実はああいう映画には出たくない。懐古趣味みたいに終戦記念日が近づくとああいう映画を作る。早くああいう映画を作らなくてもいい時代が来なくては」などと述べた。二木はオリジナルは156分と証言している。
ソ連軍戦車の進撃場面には陸上自衛隊の協力が必要と感じた望月は、4年にわたり防衛庁と交渉を続けていた。第2次田中角栄内閣で防衛政務次官を務めていた箕輪登が、このときの交渉相手の一人である。望月の努力が実って、戦闘シーンを陸上自衛隊が全面協力。御殿場で撮影された戦闘場面には、陸上自衛隊のM41戦車及びM24戦車計18台がソ連戦車として登場した。

## 宣伝と興行予定
完成した『樺太1945年夏 氷雪の門』は、多くの団体から推薦を受けた。さらに主演の女優たちが田中角栄首相と懇談する席が設けられるなど、前宣伝も大いに盛り上がった。当初は1974年（昭和49年）1月中旬、全国主要都市でのロードショー、2月下旬一般封切が予定されていると報じられていた。その後、3月30日から丸の内東宝、渋谷宝塚、新宿ビレッジ2、池袋劇場など東京5館で、ついで札幌、大阪、福岡などの計9館で全国ロードショー公開することを決定した。ポスター作製も完了していた。
市をあげて映画に協力した稚内では、3月1日から8日にかけて全国に先駆けて稚内劇場で上映が行われたが、毎回行列ができる盛況ぶりで、5万5千人の市民の半分にあたる入場者数最高記録を樹立した。

## 作品の評価
沢村映倫事務局長は「イデオロギーはともかく、いまどき珍しく準備、撮影に金をかけた優秀な映画です。残虐行為も目を瞑ることなく描いていますが、悲劇を強調するための過度の残虐さは大分手直しし、自信を持って映倫マークを入れました」などと、菅野文部省審議官は「真岡郵便局で職場に使命をかけた乙女の働きをぜひ多くの人に見てもらいたいと思い、文部省選定にしました。個人的見解では多少ソビエト兵が前面に出すぎているかもしれません。民間人を殺している場面が反ソと捉えられたのではないかと思います」などと、岡野優秀映画鑑賞会専務理事は「反ソではなく典型的な反戦映画です。背景がたまたま樺太だったに過ぎない。こんなことで左右されるのはよくない傾向」などと、津村秀夫は「事実を事実として描いて何が悪いのか。悲惨さにおいては沖縄戦を描いた『ひめゆりの塔』の方が数段上。それでも反米映画といえないし、沖縄はよくて樺太はいかんという理論は成り立たない」などと評した。

## 上映中止・上映館削減問題

### ソ連側からのクレーム
1974年3月7日、モスクワで開かれた東宝・モスフィルム合作映画『モスクワわが愛』の完成披露パーティーの席上、モスフィルム所長ニコライ・シゾフが「『氷雪の門』はソ連人にとって古キズを突くような内容のようじゃないか。もし東宝系の劇場で上映されるなら我々も考えなくてはならない。『モスクワわが愛』によって生まれた両国映画人の友好を大事にしたい」と、『氷雪の門』の上映にクレームをつけ、なりゆき次第では『モスクワわが愛』の「公開にも支障が出そうな気配になっている」と、3月12日の東京新聞夕刊に報じられた。『モスクワわが愛』の完成プリントはモスフィルムの手にあり、報復処置を日本側関係者は恐れた。東宝の松岡功営業本部長、星塚正太郎興行部長らが12日午後に協議の結果、「ソ連との友好関係を損ねる恐れがある」と判断、JMPへの劇場賃貸を断ると通達、ソ連の圧力により東宝での上映は中止になった。代わって『日本百年』が上映された。
この東京新聞のスクープを後追いする形で、各紙の報道が始まっている。報知新聞1974年3月17日には「今月末から東宝系の劇場でロードショーを予定していた『氷雪の門』という映画が突然中止になったという…上映中止の理由は、ソ連の"古傷"にふれることは、この際好ましくないという判断だという…おそらく東宝としては現在、ソ連の協力を得て製作中の『モスクワわが愛』が念頭にあったに違いないが、実際にソ連からの"圧力"はあったのだろうか。そうでなくても、ソ連の意を先取りした東宝の"政治的判断"だとすれば、奇妙な事大主義であり、映画会社らしからぬ姿勢ではないか」などと批判されている。ソ連が問題視したのが、ラスト近くで白旗を掲げた無抵抗の日本兵をソ連兵が撃ち殺す場面。読売新聞の取材に対し松岡はソ連からの圧力を否定し、そもそも公開も決定したわけではなく検討段階だったが、「観客動員問題などで、こちらと条件がかみ合わないから断った」とコメントした。しかし実際は東宝系公開スケジュールは発表されており、JMPも宣伝ポスター5万枚を作成。各地のプレイガイドで単価700円の一般前売り券の販売も始まっていた。また松岡は「日ソ友好の『モスクワわが愛』もあることですし、自主的にやめたということです」と含みのある説明もしている。『モスクワわが愛』のソ連ロケに参加した関係者の話では、ソ連では『氷雪の門』が話題になっており、「公開は好ましくない」という声が出ていたという。『キネマ旬報』は「ソ連から抗議があるとロード・ショウ公開が決定していながらもすぐに逃げてしまう。良くいえば良心的、悪くいえば勇気がない。その点、東映や日活のような開き直りの精神をこの際大いに見習った方がいい」などと東宝の弱腰を批判した。
これらの記事の多くは、「東宝配給の予定だった」としている。しかし一連の東京新聞のスクープ記事では、「『氷雪の門』は東宝が配給するわけではない」「公開は配給形式ではなく、JMPが東宝系の映画館を借りて行う興行形式だ」と関係者が繰り返し述べている。その一方、「劇場賃貸」「映画館を借りて行う」という表現も不正確で、賃借料定額の貸館興行のように受け取られるおそれがある。現実には着券した製作協力券の枚数によって、興行側の取り分が増減する通常興行を企図していたことは、前節の製作協力券の配分方式により明らかである。製作会社JMPと東宝興行部の間で上映に関する内諾があった、と解すべきであろう。デイリースポーツ1974年3月14日付に「東宝とは契約をまだ交わしてなかったので、法的手段も取れない」とする守田康司プロデューサーのコメントがある。
3月23日には、日本向けのモスクワ放送が、「ソ連国民とソ連軍を中傷し、ソ連に対して非友好的」という論評を流している。タス通信も「ソ連国民とソ連軍を中傷する反ソ映画」と論評した。

### 『日本映画監督協会の五〇年』書籍中における見解
『氷雪の門』の監督村山三男は、この件の真相究明への協力を日本映画監督協会に3月20日に依頼、同協会事務局は関係方面の事情聴取を行なっており、その要点をまとめた記事が『日本映画監督協会の五〇年』（柿田清二、1992年）に載っている。
事の焦点である圧力については、望月・守田両プロデューサーは「ソ連当局から、この映画を上映すれば、『双方の友好関係が壊れる』旨の書簡が来たので上映出来なくなった、と（東宝から）言われた」と言い、それに対して東宝興行部の星塚らは「JMPは勘違いしている。上映を中止したのは、契約条件が整わなかったからだ。ソ連への配慮もあったが、文書など来た事実はないし、東宝が自発的にしたことだ。最終的には、JMPの方から白紙に戻したいとのことだった」と言う。
また同書には、外務省東欧第一課の話として、2月14日に在日ソ連大使館より「『氷雪の門』の上映は、日ソ関係の発展に資するものではない。何等かの措置をとるよう要請する」との申し入れが同課にあったとあるが、その申し入れが文書によってなされたものか、それとも担当者限りの口頭申し入れであったか、またその内容が東宝側に伝わっていたかどうかは同書の記述では判然としない。その後、『氷雪の門』の東映パラス系公開が決定した時点で、「問題解決」とみて監督協会による調査は終了している。

### 『月刊シナリオ』記事における見解
『シナリオ』は1974年6月号で「緊急特集 『氷雪の門』上映中止事件」というタイトルで11頁に亘る特集を組んだ。その中で1974年4月5日に国弘威雄や、『モスクワわが愛』の日本側監督吉田憲二らが集まって座談会を行ない、その模様は同誌に掲載されている。この中で吉田は、「東京のソ連大使館が内容を反ソ的とみているという話が当地に伝わってきており、代わりに『モスクワわが愛』の封切りさしとめの声も出ている」とする東京新聞モスクワ特派員の報告（3月12日夕刊）のうち、『モスクワわが愛』の封切りさしとめの部分は誤報と指摘している。そして、シゾフが『氷雪の門』について情報を得たのは、（大使館＝外務省ルートではなく）在日ソ連通商代表映画部からの連絡に基づくものだろうと述べた。
さらに吉田は、3月7日（モスクワ時間）のパーティの様子についても触れた。このパーティは、将来の合作や友好関係について話し合う席であったが、シゾフの発言はその流れの中で、「一方でこうやって友好的に映画が出来上っていくかたわら、非常にソビエトにとっては面白くない映画が日本で上映されようとしている。それも東宝が配給するという。私たちはそれが本当だとしたら、ちょっと理解に苦しむところがある」との趣旨であったという。これを聞いた『モスクワわが愛』の東宝側プロデューサー安武龍は、『氷雪の門』に対して知識がなかったことから、「至急調べまして」回答しますと答えている。ところが、このことを聞きつけた東京新聞のモスクワ特派員が、シゾフの「疑問表明」を「圧力」だとして本社に報告、これを受けて東京新聞本社が東宝本社に取材、「東宝の営業部は驚いてモスクワに電話をかけ」、安武は帰国して現状を報告すると答えたが、先行して10日に帰国した吉田に「ワンサワンサと取材が」きて、翌々日のスクープ記事につながった、としている。
ここで吉田は、「日本の映画会社に対する上映中止要請だとすれば当然、ソビエトの映画委員会を通して文書で云ってこなければ正式の効力もないわけでしょう」と指摘、国弘も「東宝に対してソビエトから外務省を通じての正式な中止要請があったかどうか今以って明確ではありません」と言っている。これに対して、『シナリオ』編集長松本孝二は、3月12日の東京新聞夕刊には東宝営業本部副本部長後藤進のコメントとして「ソ連側が神経質になっているのは確か。11日の営業会議でもその件を話し合ったが、私としては先方に刺激を与えるのはまずいと思う」とあることを指摘、「ソ連側」から何らかの意思表示はあったと結論づけている。この座談会は、東宝の興行者としての見識不足を批判して、何らかの処置を取るべきということでは一致している。
同じ『月刊シナリオ』1974年6月号には、親ソ派で知られる映画評論家山田和夫や映画監督山本薩夫が『氷雪の門』への見解を寄せている。
記事中、山本は、「作品は観ていない」と断ったうえで、シゾフが安武に話した言葉を「ソビエト側からの正式見解とするのは明らかに間違いだ」としている。そして、JMPが「30万人なりの観客動員を東宝に約束しておいて、それが出来なかったというから、東宝としては渡りに舟というと悪いが、『氷雪の門』の配給をよす」気になって手を引いたと思われるので、この問題を外国からの侵害という視点で捉えるのは不適切であり、映画の不出来による商業的判断と解すべきと口頭によりコメントした。山本は『氷雪の門』について東宝とJMPの間に配給契約があったと誤解しており、「30万人なり」という情報の出所も明らかにされていない。「前売券」の保証をめぐって東宝とJMPの間で争いがあったことは、国弘威雄も認めているが、この山本のコメントに対して国弘は「作品も見ていないのに」と激怒した（後述）。
山田は明らかにかつての日本軍国主義の担い手たち、特に高級軍人たちを徹底的に美化していることから支持しない、自衛隊の大々的な協力を得られたのは反戦映画でないから、などと論じている。

### 配給先の変更
この後、松岡らは東映の岡田茂社長を訪ね、「東宝は社内事情で公開できないので宜しく」と依頼した。東映側は決定に先がけて、事前に在日ソ連大使館の参事官に話を通したところ、「たいへん結構です」と言われ、その報告を受けた「ソ連本国」からも岡田あてに感謝のメッセージが届いたという。岡田はソ連映画界と密接なコンタクトを築いていた。岡田は「『氷雪の門』はソビエト映画じゃない。日本映画なんだ。東宝や東映がやらなくても誰かが上映して、当然反ソ的な意味合いが出てくる。しかし大手に任せておけば最初から喧嘩をするようなことをするはずない」、「営業面でもひとつのメドがついたので東映洋画部配給ということでJMPとの間で話がまとまった」と説明している。6月25日に東映とJMPの間で正式調印が行われ、同日東映本社で記者会見があり、東宝から金子操・松岡功両常務、東映から岡田社長、池田静雄宣伝部長、畑種治郎営業部長、鈴木常承洋画部長、JMPから三池代表取締役会長、望月専務、近藤常務、守田常務と村山監督らが出席。洋画部（東映洋画）扱いで全国東映パラス系での配給を決め、7月27日から札幌東映パラスで、8月17日から新宿東映パラス、浅草東映パラス、名古屋東映パラス、名古屋駅前毎日地下、福岡東映グランドで、9月上旬から大阪東映パラスと他一館でも公開が決定したと発表された。この時の発表では上映期間は説明がなかった。

### 不可解な配給縮小
ところが、公開直前になって、興行規模が大幅に縮小された。札幌東映パラスこそ7月27日から8月30日までの5週興行であったが、新宿東映パラスなど本州の上映館は全て削減され、札幌以外の北海道・九州では8月17日からの2週間ほどの劇場公開になった。だが、その理由は今だ明らかになっていない。東宝による上映中止を大きく取り上げた各紙も、東映による上映館削減の理由については報じていない。1987年8月8–、9日に恵比寿「シネプラザ スペース50」で13年ぶりに有料上映にこぎ着けた竹部弘を取材した『週刊読売』1987年8月2日号の記事では「三池信郵政相を総指揮に担ぎ出したり、北海道稚内市が金を出したりしたため"反ソ国策映画"のレッテルを貼られ、一週間ほどで上映打ち切りに、以後幻の映画になった」「反ソ的と当時のマスコミが猛烈に批判した」などと書かれている。

## JMP役員の背任
上記の上映中止問題が生起しているのと同時期に、JMP役員による次のような背任事件があった。
1974年3月31日、JMPの役員の一人が、北海道室蘭市のバス会社の代表取締役社長に就任したが、翌1975年（昭和50年）4月10日に退任、5月には同社から特別背任容疑で札幌地検室蘭支部に告訴され、9月に逮捕、10月に起訴された。容疑の中核は、十六億七千万円にのぼる同社の手形を不正に乱発し、同社に実質五億円の損害を与えたことによる。この大型背任事件については、北海道新聞、朝日新聞、読売新聞、毎日新聞、サンケイ新聞等で報じられ、参議院の運輸委員会でも質疑応答がなされている。同役員に対しては札幌地裁が懲役3年6月の実刑判決を1981年（昭和56年）7月6日に言い渡し、控訴棄却、上告棄却を経て1984年（昭和59年）4月までに確定した。
それらの記事によると、同役員は再建屋を自称しているが実態は整理屋であり、1973年夏頃にバス会社の経営難を聞きつけるや早速接近、衆議院の運輸委員長であった三池の信用を餌にバス会社に社長として乗り込んだが、まともな再建策は講じず、手形乱発により損害を与えて倒産に追い込んでいる（その後、バス会社は再建）。1974年5月には、JMPに対する三池からの融資の返済に、JMPの業務とは無縁のバス会社の七千五百万円の手形を充てようとしたが、この手形は三池から返却されている。
バス会社への接近工作が1973年夏から1974年3月にかけて、手形乱発は1974年4月から9月にかけてのことで、同役員はこの大事な時期に、JMPの業務よりもバス会社の乗っ取りに熱中していた。三池、望月、守田ら他の役員は映画製作を志してJMPを興したが、同役員だけは詐欺の舞台装置としてJMPを利用したというのが、この事件についての各紙社会部・経済部の記事の論調であった。
ところが、これらの記事は、映画『氷雪の門』を巡るその後の報道に生かされなかった。映画記者と社会部・経済部記者との情報のギャップによるものと思われるが、そのため村山三男、国弘威雄をはじめ『氷雪の門』一作かぎりの契約スタッフや出演者の大多数は、同役員の一連の怠業と不正を知らないまま過ごした。事情を知っている他の役員は騙されていたことを羞じてか、あるいは同役員の法廷闘争を見守ることを優先してか、スタッフや出演者の大多数に積極的な釈明を行わなかった。

## その後の波紋、「幻の映画」へ
JMPの活動停止後、望月利雄は、自衛隊ロケで世話になった箕輪登と、製作会社M・M・Cを設立、1976年（昭和51年）には映画『星と嵐』（製作：東京映画＝M・M・C　配給：東宝）に関わり、望月は製作、箕輪は監修とクレジットされている。これによって望月側と東宝側は和解したとみられる。
国弘威雄は、1997年（平成9年）に刊行した『私のシナリオ体験-技法と実践』の中で『氷雪の門』について取り上げ、「ソ連だとか中国だとかいうと、盲目的に追随するジャーナリストや人々」を「尻馬に乗った親ソ派」と非難、彼らの攻勢が東宝の翻意につながったとしている。その一方、東宝系での公開中止の主因として、「前もって観客動員数を約束をせねばならず、つまり前売券は何十万枚売れるという確約をせねばならず、その条件が整わなかった」ことがあったのは認めている。ただし、『氷雪の門』の製作協力券（売上金の過半は製作費と劇場の取り分に充てられる）と他作品の全国前売券（売上金の過半は劇場の取り分と配給会社への保証に充てられ、製作費とは別建て）の違いについては触れていない。そして、東宝が求めた製作協力券の保証枚数や、それに対するJMPの実売枚数についての具体的な記述はない。
また国弘は、JMPを「望月利雄の会社」と解していて、三池信や前記の役員を単なるスポンサー筋とみなしている。同役員の怠業や不正については1997年に至っても把握していない。
1978年（昭和53年）、民社党と同盟は日本映画の全国上映運動を積極的に行なったが、その第二弾は『忘却の海峡』、第三弾は『氷雪の門』であった。『忘却の海峡』は松山善三の脚本・監修により、樺太在住韓国人帰還問題を描いており、『氷雪の門』と好一対をなす作品である。ただ、この上映運動を通じて、「ソ連のクレームがついて、大手映画会社が手を引いたとかいわれる“幻の映画”」という不正確な情報はさらに広まり、『氷雪の門』が“幻の映画”となった真因の確認を怠る結果を招いた。

## 再上映
恵比寿駅西口で「シネプラザ スペース50」を経営し、大学生などの自主上映会を開いていた映画マニアの竹部弘は、満洲からの引き揚げ者で、2度中国に船で渡航した際、10時間フィルムを回して自主映画『慟哭の満洲』を作った。竹部は本作と『慟哭の満洲』の二本立ての有料上映を構想し、パンフレットを貰おうと全国樺太連盟を訪ね、『氷雪の門』の話を職員に訪ねたところ、誰も観た人がおらず。竹部自身は本作を封切時に観ていたが、それで本作を上映しようと色々調べたら、原作者は借金を作ったまま行方不明で、オリジナルのフィルムはないと判明。調査を続けると色々な団体が後援していたことから、劇場用とは別に16ミリを何本か作ったことが分かり、1984年にその内の一本を見つけた。提供者から「出所は明らかにしないでくれ」と釘を刺された。竹部の本作の評価は「内容的には出来の良い映画じゃないけど、戦争というのはみんな狂気になっちゃうんだということを知るべき」と述べた。「シネプラザ スペース50」は客席50のレンタル上映スペース／ミニシアターで、1987年8月8–9日に本作の上映が行われた。
その後も『氷雪の門』は元スタッフの手で一部名画座での限定上映や、ホール等での非劇場上映などが行なわれていたが、貴重なフィルムが2004年になって発掘されたとされ、製作当時助監督として参加していた新城卓が中心となり「映画『氷雪の門』上映委員会」を結成。保存状態の良い部分を119分に再編集してデジタル化され、製作から約36年後の2010年（平成22年）7月17日、シアターN渋谷を皮切りに、全国で順次劇場公開された。シアターN渋谷ではモーニング上映の予定だったが、『ザ・コーヴ』の上映中止があり、急遽フル上映された。

## ビデオ・DVD
- 『氷雪の門』上映委員会からVHSビデオおよびDVDが販売されている[2][37][38][39][40][41]。DVDは120分のものと119分のものがあるようである[42]。
- 2011年6月3日よりDVDレンタル開始。